# فيل تورنر
فيل تورنر (بالإنجليزية: Phil Turner)‏ (12 فبراير 1962 بشفيلد في المملكة المتحدة - ) هو لاعب كرة قدم بريطاني في مركز الوسط. لعب مع غريمسبي تاون وليستر سيتي ونوتس كاونتي ولينكولن سيتي أف سي.

## وصلات خارجية
- فيل تورنر على موقع قاعدة بيانات كرة القدم.إي يو (الإنجليزية)
- فيل تورنر على موقع Soccerbase.com (لاعب) (الإنجليزية)